# Allsvenskan de 1950–51
A Primeira Divisão do Campeonato Sueco de Futebol da temporada 1950-51, denominada oficialmente de Allsvenskan 1950-51, foi a 27º edição da principal divisão do futebol sueco. O campeão foi o Malmö FF que conquistou seu 4º título na história da competição.

## Premiação
| Allsvenskan 1950-51          |
| Sweden                       |
| ---------------------------- |
| MALMÖ FF Campeão (4º título) |